# Living in the Past
Living in the Past je double album výběr hitů britské rockové skupiny Jethro Tull, které obsahuje již vydané i nevydané písničky, několik písniček vydaných jako singly nebo B-strany, které se předtím objevily pouze na britských vydáních, předtím než byly zařazeny do kompilace Living in the Past a poprvé tak uvedeny i na americký trh. Album bylo vydáno jako propracovaná skládačka, obsahující větší booklet s více než 50 fotografiemi skupiny. Album vydané jako reedice na CD obsahuje pouze zlomek těchto obrázků. Dvě písničky, "By Kind Permission Of" a "Dharma for One", byly nahrány živě v Carnegie Hall.
Z důvodu rozdílnosti mezi vydáním ve Spojených státech a Velké Británii , existuje několik různých verzí novějších vydání na CD, které se liší podle regionu odkud pocházejí. Reedice na CD z roku 1994 vynechává několik písniček z původního seznamu, aby se album vešlo na jeden disk (nejvíce postrádané jsou písničky "Bouree" a "Teacher", které nejsou uvedeny ani na americkém ani na britském vydání) a v jednom regionu jsou zařazeny skladby, které v druhém k dispozici nejsou: "Alive and Well and Living In" je vynecháno na britské verzi, "Locomotive Breath" není na americkém vydání a "Hymn 43" (na původním vinylovém vydání není) je na americkém disku, zatímco na anglickém ne. Dvoudisková reedice Mobile Fidelity Sound Lab obsahuje všechny písničky vybrané pro kompilaci, včetně těch, které, kterém byly přidány později které byly přidány v jednotlivých regionech.
Album dosáhlo 3. místa v žebříčku Billboard 200 a stalo se zlatým podle certifikace RIAA ne dlouho po jeho vydání. Titulní písnička se stala prvním hitem Jethro Tull, která dosáhla 11. místo v hitparádě Top 40 ve Spojených státech, plné tři roky po uvedení ve Velké Británii.

## Seznam skladeb
Všechny písničky jsou od Iana Andersona pokud není uvedeno jinak

### Vydání Mobile Fidelity Sound Lab

#### Disc one
1. Song for Jeffrey – 3:20
2. Love Story – 3:02
3. Christmas Song – 3:05
4. Living in the Past – 3:20 (Anderson/Ellis)
5. Driving Song – 2:39
6. Bourée – 3:43 (Bach arr. Jethro Tull)
7. Sweet Dream – 4:02
8. Singing All Day – 3:03
9. Teacher – 4:08
10. Witch's Promise – 3:49
11. Inside – 3:49
12. Alive and Well and Living In – 2:45
13. Just Trying to Be – 1:36

#### Disc two
1. By Kind Permission Of – 10:11 (Live track) (Evan)
2. Dharma for One – 9:45 (Live track) (Anderson/Bunker)
3. Wond'ring Again – 4:12
4. Hymn 43 – 3:17
5. Locomotive Breath – 4:24
6. Life Is a Long Song – 3:18
7. Up the 'Pool – 3:10
8. Dr. Bogenbroom – 3:59
9. For Later – 2:06
10. Nursie – 1:38

### American single-disc reissue
1. Song for Jeffrey – 3:20
2. Love Story – 3:02
3. Christmas Song – 3:05
4. Living in the Past – 3:20 (Anderson/Ellis)
5. Driving Song – 2:39
6. Sweet Dream – 4:02
7. Singing All Day – 3:03
8. Witch's Promise – 3:49
9. Inside – 3:49
10. Alive and Well and Living In – 2:45
11. Just Trying to Be – 1:36
12. By Kind Permission Of – 10:11 (Live track) (Evan)
13. Dharma for One – 9:45 (Live track) (Anderson/Bunker)
14. Wond'ring Again – 4:12
15. Hymn 43 (není na UK vydání alba) – 3:17
16. Life Is a Long Song – 3:18
17. Up the 'Pool – 3:10
18. Dr. Bogenbroom – 3:59
19. For Later – 2:06
20. Nursie – 1:38

## Poznámka
- Písnička "Living in the Past" byla napsána ve vzácněji používaném pětičtvrtečním taktu, inspirovaným skladbou "Take Five", klasickým jazzovým kusem od Dave Brubeck Quartet.